# نشيد تنزانيا الوطني
نشيد تنزانيا الوطني هو النشيد الوطني لتنزانيا.

## كلمات النشيد
بالسواحلية :
Mungu ibariki Afrika
Wabariki Viongozi wake
Hekima Umoja na Amani
Hizi ni ngao zetu
Afrika na watu wake.
CHORUS:
Ibariki Afrika
Tubariki watoto wa Afrika.
Mungu ibariki Tanzania
Dumisha uhuru na Umoja
Wake kwa Waume na Watoto
Mungu Ibariki Tanzania na watu wake.
CHORUS:
Ibariki Tanzania
Tubariki watoto wa Tanzania
الترجمة إلى العربية :
بارك الله في أفريقيا
يبارك قادتها
الحكمة والوحدة والسلام
هذه هي دروع لدينا
أفريقيا وشعبها
جوقة :
بارك أفريقيا
بارك أفريقيا
يبارك لنا ، وأطفال أفريقيا
بارك الله في تنزانيا
منح الحرية والوحدة الأبدية
لنسائه والرجال والأطفال
بارك الله في تنزانيا وشعبها
جوقة :
بارك تنزانيا
بارك تنزانيا
يبارك لنا ، والأطفال من تنزانيا